# Furacão Walaka
Furacão Walaka é o ciclone tropical mais forte no Pacífico Central desde o Furacão Ioke em 2006. A 19ª tempestade nomeada, o 12º furacão e o 8º grande furacão da Temporada de furacões no Pacífico de 2018. O  Furacão Walaka originou-se de uma área de baixa pressão que formou-se a mais de 1.000 milhas (1.600 quilômetros) ao sul-sudeste do Havaí em 25 de setembro. O Centro Nacional de Furacões rastreou a perturbação por mais um dia antes de mudar-se para a Bacia do Pacífico Central. O Centro de Furacões do Pacífico Central monitorou a perturbação daquela época até 29 de setembro, quando o sistema organizou-se na Tempestade Tropical Walaka. O Furacão Walaka gradualmente fortaleceu-se, tornando-se um furacão em 1º de outubro. O Furacão Walaka então começou a intensificar-se rapidamente, atingindo a intensidade de Categoria 5 no início de 2 de outubro.